# Diceratella revoilii
Diceratella revoilii är en korsblommig växtart som först beskrevs av Adrien René Franchet, och fick sitt nu gällande namn av Bengt Edvard Jonsell. Diceratella revoilii ingår i släktet Diceratella och familjen korsblommiga växter. Inga underarter finns listade i Catalogue of Life.